# Pisai nemzetközi repülőtér
A Pisai nemzetközi repülőtér olasz nyelven: Aeroporto internazionale Galileo Galilei) (IATA: PSA, ICAO: LIRP) Olaszország egyik nemzetközi repülőtere. Toszkána régióban fekszik, Pisa város központjától egy kilométerre. Toszkána legfontosabb légikikötője. Éves utasforgalma 5 547 008 fő (2024).

## Légitársaságok és úticélok 2012. májusában

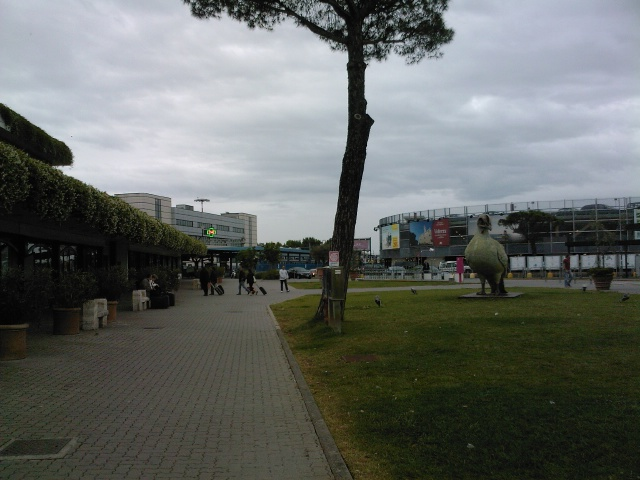
A repülőtér épülete

A Pisai nemzetközi repülőtérről repülő társaságok:

| Társaság                         | Desztináció | Megjegyzés  |
| -------------------------------- | --- | ----------- |
| Air France működteti a Brit Air  | Párizs- Charles De Gaulle Nemzetközi Repülőtér |             |
| Ak Bars Aero                     | Moszkva-Domogyedovo | charter     |
| British Airways                  | London-Gatwick, London-Heathrow-i repülőtér |             |
| Delta Air Lines                  | New York JFK | szezonális  |
| EasyJet                          | Berlin-Brandenburg, Berlin-Schönefeld, Bristol, London–Gatwick repülőtér, London–Lutoni repülőtér, Párizs–Orly repülőtér |             |
| Germanwings                      | Köln/Bonn |             |
| Jet2.com                         | Belfast-Aldergrove, East Midlands, Leeds/Bradford, Manchester, Newcastle |             |
| Lufthansa működteti Air Dolomiti | Müncheni nemzetközi repülőtér |             |
| Norwegian                        | Oslo-Gardermoen, Koppenhágai repülőtér |             |
| Ryanair                          | Alghero, Bari, Billund, Bournemouth, Wroclaw, Brindisi, Bruxelles-Charleroi, Budapest Liszt Ferenc nemzetközi repülőtér, Cagliari, Kefalónia, Constanta, Kos-sziget, Cork, Krakkó, Kréta, Dublin, Düsseldorf/Weeze, East Midlands, Edinburgh, Eindhoven, Fez, Frankfurt-Hahn, Fuerteventura, Girona, Glasgow-Prestwick, Göteborg, Gran Canaria, Haugesund, Ibiza, Lamezia Terme, Leeds/Bradford, Liverpool, London–Stansted repülőtér, Lübeck, Maastricht, Madrid-Barajas, Malmö, Málta, Marrakech-Manera, Porto*, Oslo-Torp, Páfosz, Palermo-Punta Raisi, Párizs-Beauvais, Rodosz, Sevilla, Stockholm-Skavsta, Tampere-Pirkkala, Tenerife-Sur, Trapani, Valencia | *szezonális |
| Transavia                        | Amszterdam-Schiphol |             |
| Vueling                          | Barcelona El Prat |             |
| Wizz Air                         | Henri Coandă nemzetközi repülőtér, Budapest Liszt Ferenc nemzetközi repülőtér, Kolozsvár |             |

## Forgalom
Az utasforgalom az elmúlt években az alábbi módon változott:
| Utasok száma | 20 592 | 1 654 570 | 2 334 843 | 3 725 770 | 4 067 012 | 4 479 690 | 4 989 496 | 5 463 090 | 1 999 137 | 5 547 008 |
|              | 1999   | 2002      | 2005      | 2007      | 2010      | 2013      | 2016      | 2018      | 2021      | 2024      |

## Fordítás
- Ez a szócikk részben vagy egészben  az   Aeroporto di Pisa című olasz Wikipédia-szócikk fordításán alapul.  Az eredeti cikk szerkesztőit annak laptörténete sorolja fel. Ez a jelzés csupán a megfogalmazás eredetét és a szerzői jogokat jelzi, nem szolgál a cikkben szereplő információk forrásmegjelöléseként.